# 本種坊

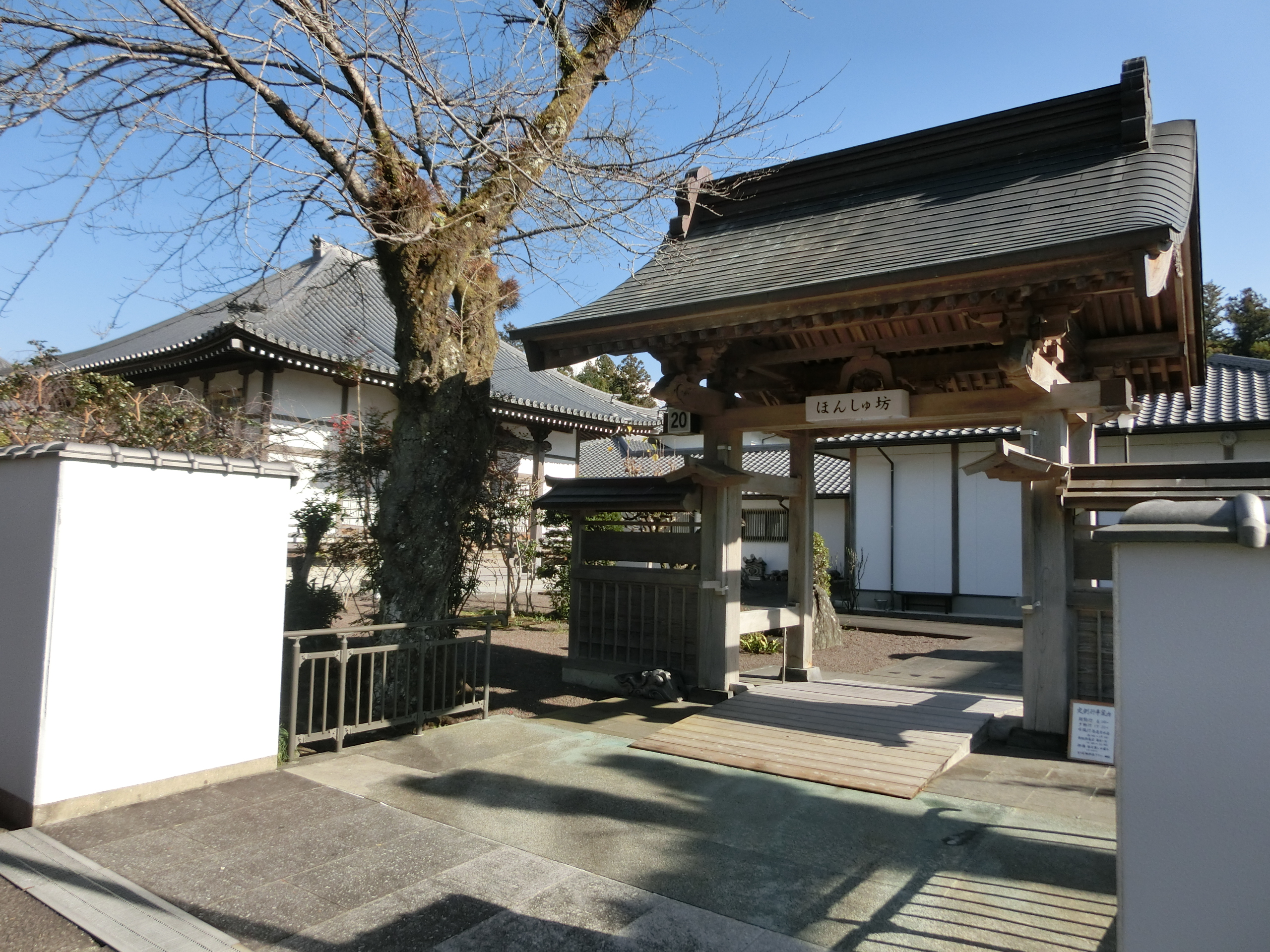
本種坊

本種坊（ほんしゅぼう）は、日蓮正宗総本山大石寺の塔中坊の一つ。
大石寺東方に流れる潤川の脇に位置し、東裏塔中に属す。
開創当初は全国から大石寺へ参詣する末寺僧侶の宿泊所として機能していたが、現在では登山（信徒が大石寺へ参詣することを登山と称する）信徒の休憩・宿泊坊の1つとして機能している。

## 歴史
- 1961年（昭和36年）10月26日 - 第66世法主日達の発願、開基として建立される。
- 1964年（昭和39年）3月31日 - 改築される。
- 2008年（平成20年）11月29日 - 立正安国論正義顕揚750年記念局総本山総合整備事業の一環として改築される。